# Eva Kantůrková

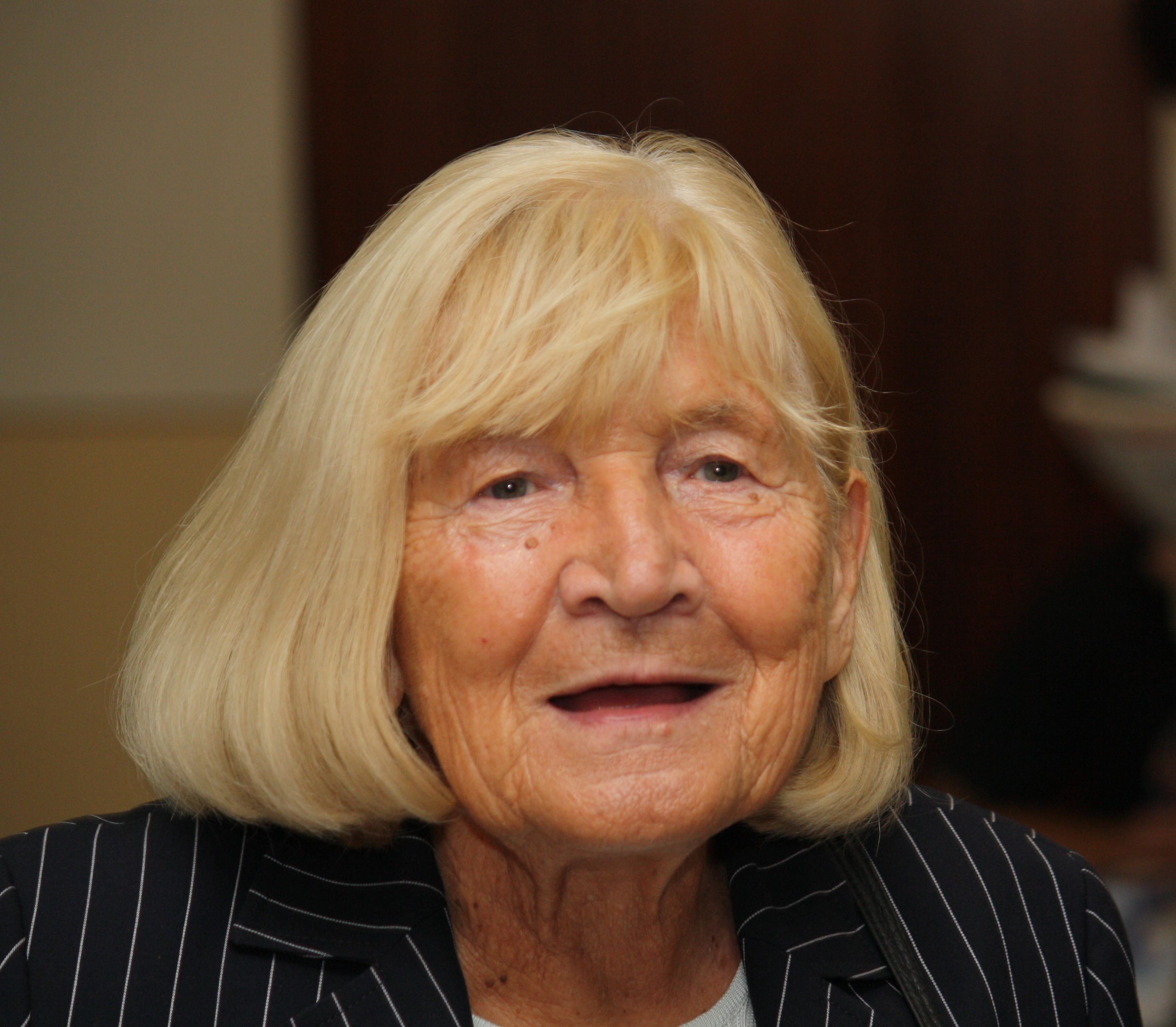
Eva Kantůrková (2010)

Eva Kantůrková (* 11. Mai 1930 in Prag) ist eine tschechische Prosaistin, Dramaturgin und ehemalige Dissidentin.

## Leben
Eva Kantůrková stammt aus einer Schriftstellerfamilie. Ihr Vater Jiří Síla war kommunistischer Journalist, die Mutter Bohumila Sílová Schriftstellerin. Nach der Beendigung des Philosophiestudiums an der Karls-Universität in Prag 1956, arbeitete sie bis 1958 für den Jugendverband (Svaz mládeže) und bis 1967 im tschechoslowakischen Institut für Buchkultur. Danach widmete sie sich nur noch der Literatur. Sie war Mitglied der Kommunistischen Partei der Tschechoslowakei und engagierte sich beim Prager Frühling 1968. 1970 trat sie aus der Partei aus, ihre Werke wurden verboten. Kantůrková schrieb ab da für Exilzeitschriften und veröffentlichte ihre Werke in Exilverlagen. Sie war Unterzeichnerin der Charta 77 und vom 6. Januar 1985 bis 7. Januar 1986 deren Sprecherin. Als Dissidentin war sie vom 6. Mai 1981 bis 22. März 1982 inhaftiert. Nach der Samtenen Revolution engagierte sie sich im Bürgerforum (Občanské fórum). 1990 bis 1992 gehörte sie dem Tschechischen Nationalrat an.

## Mitgliedschaften
- Obec spisovatelů (Tschechischer Schriftstellerverband)

## Werke
- Jen tak si maličko povyskočit, 1966 – Sammlung psychologischer Erzählungen
- Smuteční slavnost, 1967 – Gesellschaftskritischer Roman. Sie beschreibt das Begräbnis eines kommunistischen Funktionärs. Der Leser wird in die Zeit der Machtübernahme der Kommunisten 1948 geführt, erfährt von der Verstaatlichung des Eigentums und der Kollektivierung der Landwirtschaft.
- Po potopě, 1969 – Roman. Die Heldin, Malerin und Mutter eines heranwachsenden Mädchens bricht nach der Trennung von ihrem Mann psychisch zusammen.
- Nulový bod, 1970 – Ein Beamter des Ministeriums wird 1948 seiner Karriere beraubt. Auch in seinem Leben geht einiges schief und er denkt an Selbstmord.
- Černá hvězda, Köln 1982, Prag 1992 – Das Schicksal eines linken Journalisten, der die Zeit der Desillusion und des Zerfalls der Lebenswerte erlebt.
- Člověk v závěsu, Köln 1977, Prag 1988 – Novellensammlung
- Pozůstalost pana Ábela, 1977 Köln, 1990 Prag
- Pán věže, 1979 Selbstverlag, 1992 Prag – Roman.
- Freundinnen aus dem Haus der Traurigkeit. Přítelkyně z domu smutku, Köln 1984, Prag 1990, deutsch 2003. Autobiografischer Roman der Autorin aus den Zeiten im Gefängnis. 1993 in Tschechien als Fernsehserie verfilmt.
- Jan Hus: příspěvek k národní identitě, 1986 Selbstverlag – Historische Studie über das Leben von Jan Hus
- Památník, 1994 – Autobiografisches Tagebuch
- Záznamy paměti, 1997
- Zahrada dětství jménem Eden, 1998
- Nejsi, 1999 – Buch, das sich mit dem Tod ihres Ehemanns auseinandersetzt.
- Nečas, 2000 – Autobiographischer Roman

### In deutscher Sprache
- Freundinnen aus dem Haus der Traurigkeit, Roman, Deutsche Verlags-Anstalt, München 2003, ISBN 3421052492, Leseprobe und Kritiken
- Verbotene Bürger. Frauen der Charta 77, Albert – Georg Müller Verlag (1982)

## Verfilmungen
- 1969: Wut und Trauer (Smuteční slavnost) – Regie: Zdeněk Sirový
- 2015: Jan Hus – Regie: Jiří Svoboda